# فوسفينات

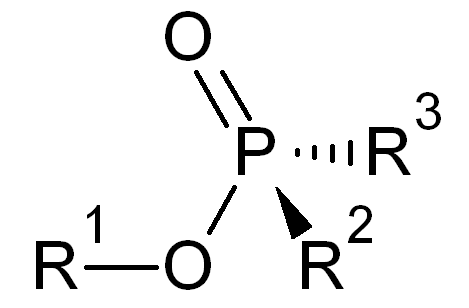
الصيغة العامة للفوسفينات العضوية.

الفوسفينات هي مجموعة من مركبات الفوسفور والمشتقة من حمض الهيبوفوسفوروز (حمض الفوسفينيك وفق التسمية النظامية)، ولذلك يطلق عليها أيضاً اسم «هيبوفوسفيتات». عادة ما تستخدم التسمية الأخيرة لوصف المركبات اللاعضوية، مثل هيبوفوسفيت الصوديوم، في حين أن المشتقات العضوية تسمى الفوسفينات.

## التحضير
تحضر هذه الأملاح اللاعضوية من تفاعل الفوسفور الأحمر في المحاليل القلوية، كما هو الحال في تحضير هيبوفوسفيت الكالسيوم:
{\displaystyle {\ce {P4 + 2 Ca(OH)2 + 4 H2O -> 2 Ca(H2PO2)2 + 2 H2}}}

## الخواص
تعد هذه المركبات من المختزلات القوية؛ وهي تستخدم مثلاً في استخراج النيكل.

## الفوسفينات العضوية
يمكن اصطناع الفوسفينات العضوية من تفاعل أربوزوف ، كما يمكن أن تحضر من أكسدة مركبات الفوسفينيت.
تستخدم الفوسفينات العضوية أيضاً في استخراج الفلزات الانتقالية في الأوساط المائية، مثلما هو الحال مع أملاح الكوبالت.